# Dabholská energetická společnost
Dabholská energetická společnost (The Dabhol Power Company) byla společnost se sídlem v indickém městě Dabhol, založená za účelem řídit tamní elektrárnu. Dabholská elektrárna byla postavena společným úsilím tří velkých amerických nadnárodních společností – General Electric, Bechtel a zejména dnes již zaniklého energetického gigantu Enron.

## Infrastruktura
Od poloviny 90. let Unocal a jeho partneři naplánovali postavit přes 1600 km dlouhý produktovod z Turkmenistánu do města Multan v Pákistánu. Náklady činily okolo dvou miliard dolarů. Zvažována byla též obtížnější cesta z Íránu. Navrhovaná 643 km dlouhá přípojka do indické metropole Nové Dillí by do indické sítě zemního plynu přivedla ultra-levný zemmní plyn. Náklady činily 600 milionů dolarů.
Většinu indického LNG transportuje produktovod HBJ. Indické dvoutisícové městečko Hazira, severně od Bombaje je jeden z koncových bodů této sítě. V roce 1997, Enron oznámil plány napojit Dabholskou elektrárnu na Hazirský terminál. Odhadované náklady: 300 milionů dolarů. Enron též řekl, že hodlá přidat přes 2400 km plynovodů do sítě HBJ za dalších 900 milionů dolarů.
Jakýkoli produktovod vedoucí přes Pákistán by logicky mělo ústit v pákistánském přístavním městě Gwadar, odkud by je tankery mohly dopravovat např. do Jižní Koreje a Japonska – největších spotřebitelů zemního plynu na světě. Cesta produktovodu z Gwadaru do Dabholu by byla ještě jednodušší.

## Dabholská elektrárna
Zařízení by se po dokončení stalo mamutí elektrárnou za 2,8 miliardy dolarů, s produkcí 2,184 megawattů energie. Stavba byla naplánována ve dvou fázích.

### První fáze
První fáze počítala se spalováním surové nafty a výrobou 740 megawattů. Pomohla by stabilizovat místní přepravní síť. Fáze jedna, započatá v roce 1992, měla být dokončena v roce 1997, ale protáhla se o dva roky.

### Druhá fáze
Fáze dvě počítala se spalováním zkapalněného zemního plynu (LNG). Infrastruktura LNG s terminálem na zkapalněný plyn v Dabholu měla stát okolo jedné miliardy dolarů.
V roce 1996, kdy přestala být u moci indická Kongresová strana, se Dabholský projekt (jeho dokončení) ocitlo v nedohlednu. Nová indická vláda odmítla platit a zastavila stavbu. Od roku 1996 do bankrotu Enronu v roce 2001 se tato společnost bezúspěšně snažila oživit tento projekt a přesvědčit Indii o potřebě její elektrárny.

## Dabholská elektrárna dnes
Elektrárna dle fáze jedna, která byla překřtěna na Ratnagiri Gas and Power Pvt Ltd (RGPL), začala fungovat v květnu 2006 po prodlení 5 let. Nicméně, Dabholská elektrárna se ocitla v problémech, kdy 4. července 2006 ji RGPL zavřela kvůli nedostatku dodávek nafty, která je pro její fungování nezbytná. Společnost RasGas Company Ltd., se sídlem v Kataru hodlá od dubna 2007 do elektrárny dodávat zkapalněný zemní plyn.
Dabholská elektrárna sestává ze tří bloků, každý z nichž se skládá z rámce devíti plynových turbín a jedné parní turbíny od společnosti General Electric. Provoz bloku 2 a turbíny 2A se po prověření rozběhly 25. dubna 2007.